# Michael Berry

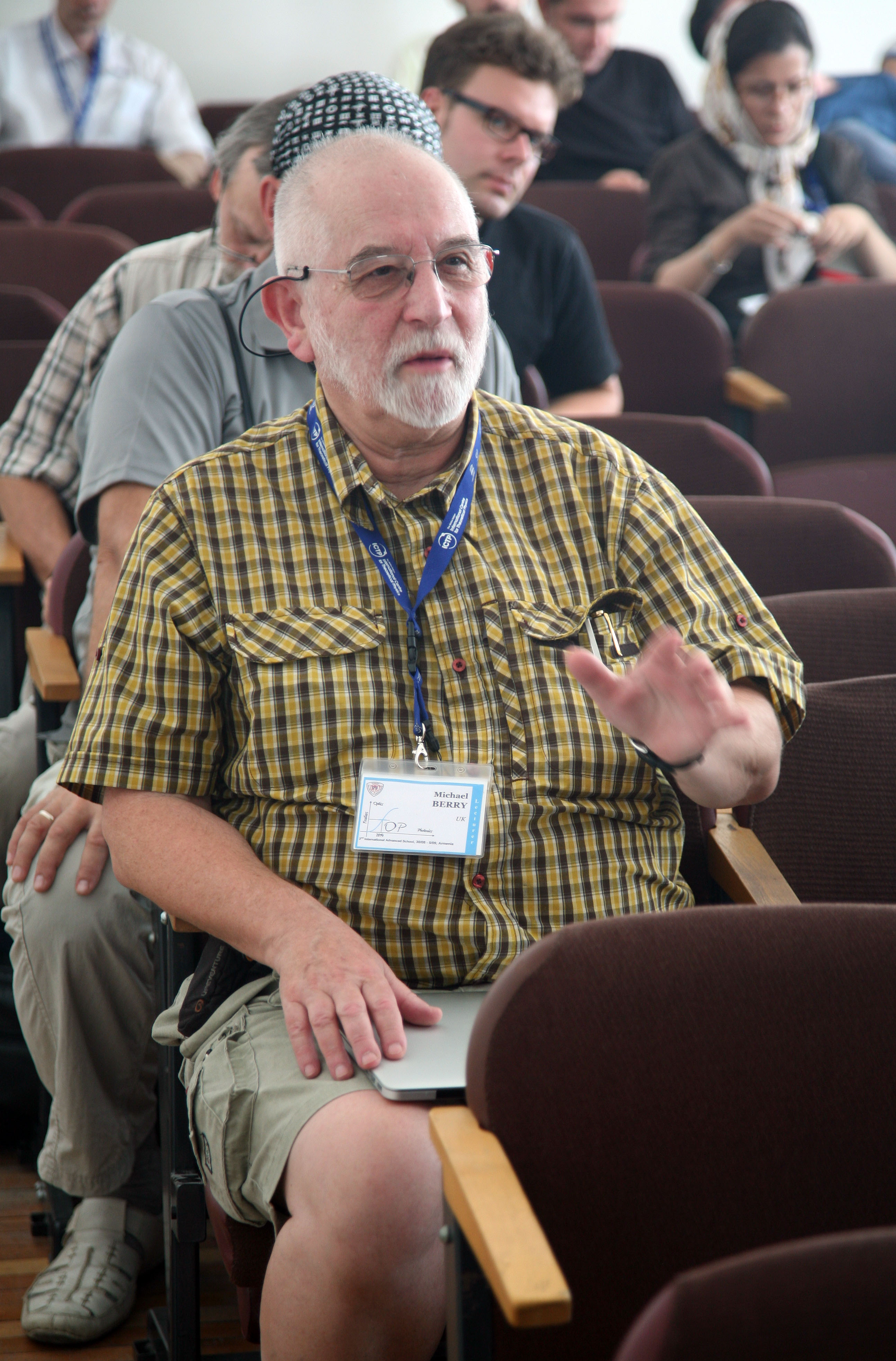

Michael Victor Berry (Surrey, 14 maart 1941) is een Brits wiskundig natuurkundige die verbonden was aan de Universiteit van Bristol.
Berry is met name bekend geworden door zijn beschrijving van de geometrische fase, ook wel Berry phase of Berry's phase genoemd, een verschijnsel dat zich manifesteert in onder andere de kwantummechanica, optica, kernfysica en kosmologie.
Berry is gespecialiseerd in semiklassieke natuurkunde (asymptotische natuurkunde, kwantumchaos), toegepast op golffenomenen in de kwantummechanica en andere gebieden zoals de optica.
Berry werd in 1982 verkozen tot lid van de Royal Society of London; hij werd in 1996 geridderd en mag sindsdien als sir benoemd worden.

## Carrière
Berry haalde zijn BSc aan de Universiteit van Exeter en zijn doctorsgraad aan de Universiteit van St. Andrews. Sindsdien heeft zijn carrière zich vooral aan de Universiteit van Bristol afgespeeld, waar hij sinds 1978 hoogleraar natuurkunde is, sinds 1988 als Royal Society Research Professor.

## Onderscheidingen
- Maxwellmedaille en -prijs, Institute of Physics, 1978
- Bakerian Lecturer, Royal Society, 1987
- Lid, Koninklijke Academie van Wetenschappen te Uppsala, 1988
- Diracmedaille en -prijs, Institute of Physics, 1990
- Lilienfeld-prijs, American Physical Society, 1990
- Koninklijke medaille, Royal Society, 1990
- Naylor Prize and Lectureship in toegepaste wiskunde, London Mathematical Society, 1992
- Buitenlands lid, Nationale Academie van Wetenschappen (Verenigde Staten), 1995
- Diracmedaille, International Centre for Theoretical Physics, 1996
- Kapitsamedaille, Russische Academie van Wetenschappen, 1997
- Wolfprijs voor natuurkunde, Wolf Foundation, Israël, 1998
- Honorary Fellow van het Institute of Physics, 1999
- Buitenlands lid, Koninklijke Nederlandse Akademie van Wetenschappen, 2000[1]
- Ig Nobel Prize voor Natuurkunde Physics, 2000 (met Andre Geim voor 'The Physics of Flying Frogs')
- Onsagermedaille, Noorse Technische Universiteit, 2001
- Lorentzmedaille, Koninklijke Nederlandse Akademie van Wetenschappen, 2014[2]